# Котопахи (вулкан)
Котопа́хи (исп. Cotopaxi) — вторая по высоте вершина Эквадора (после Чимборасо) и самый высокий действующий вулкан страны (5911 м). Котопахи входит также и в число самых высоких активных вулканов планеты. Вместе с вершинами Чимборасо, Уаскаран и Килиманджаро вершина Котопахи находится дальше от центра Земли, чем вершина Эвереста.
Вулкан является одной из вершин западного края хребта Кордильера-Реаль в Южной Америке. Размеры кратера 550×800 м, глубина — 450 м.
Начиная с 1738 года извержение Котопахи происходило около 50 раз. Предпоследнее извержение случилось в 1877 году. 15 августа 2015 года, спустя почти 140 лет, началось новое извержение.

## Топоним
На языке кечуа название вулкана означает «блестящая гора» или, по другой версии, «дымящаяся гора».

## История

### История исследования вулкана
Впервые исследовать вулкан попытались немецкий естествоиспытатель Александр фон Гумбольдт и французский ботаник Эме Бонплан. В 1802 году они прибыли в Кито и сделали попытку восхождения на три вулкана — Котопахи, Чимборасо и Пичинчу. Покорить же они сумели только последний, а на Котопахи поднялись на высоту только 4500 м.
Взойти на вершину Котопахи впервые удалось 28 ноября 1872 года немецкому геологу и путешественнику Вильгельму Райсу. Год спустя, в 1873 году вулкан покорил немецкий натуралист и вулканолог Мориц Альфонс Штюбель.

### История извержений вулкана
Котопахи является одним из самых активных вулканов Эквадора. Первое зарегистрированное извержение произошло в 1534 году.
Наиболее крупными были извержения в 1532, 1742, 1768, 1864 и 1877 году, сохранялась незначительная активность до 1940 года.
Самым разрушительным стало извержение 1768 года. В начале апреля из жерла поднялся гигантский столб пара и пепла. 4 апреля вулкан стал извергать серу, лаву и пирокласты. Началось землетрясение, в результате которого был полностью разрушен расположенный поблизости город Латакунга и окрестные поселения. Позже продукты извержения находили за сотни километров от места расположения вулкана — в бассейне Амазонки и на побережье Тихого океана.
После почти 140 лет сна, 15 августа 2015 года, вулкан снова стал активным: началось сильное извержение.